# Rue Thiéfry (Bruxelles)
Pour les articles homonymes, voir Rue Thiéfry.
La rue Thiéfry (en néerlandais : Thiéfrystraat) est une rue bruxelloise de la commune de Schaerbeek qui va de la rue Josaphat à l'avenue Paul Deschanel, à hauteur de l'avenue Rogier et du square Émile Duployé, en passant par la rue des Coteaux.

## Histoire et description
La rue porte le nom d'un homme politique belge, Charles Thiéfry, né à Antoing le 30 juillet 1796 et décédé à Bruxelles le 10 mai 1878.
La numérotation des habitations va de 1 à 143 pour le côté impair et de 2 à 100 pour le côté pair.

## Transport public
- arrêt Coteaux du tram STIB 25
- arrêt Coteaux des bus STIB 59, 65, 66
- arrêt Coteaux du bus Noctis N04

## Adresse notable
- no 69 : Distillerie Fovel

## Distillerie Fovel
Localisation : 50° 51′ 33″ N, 4° 22′ 34″ E

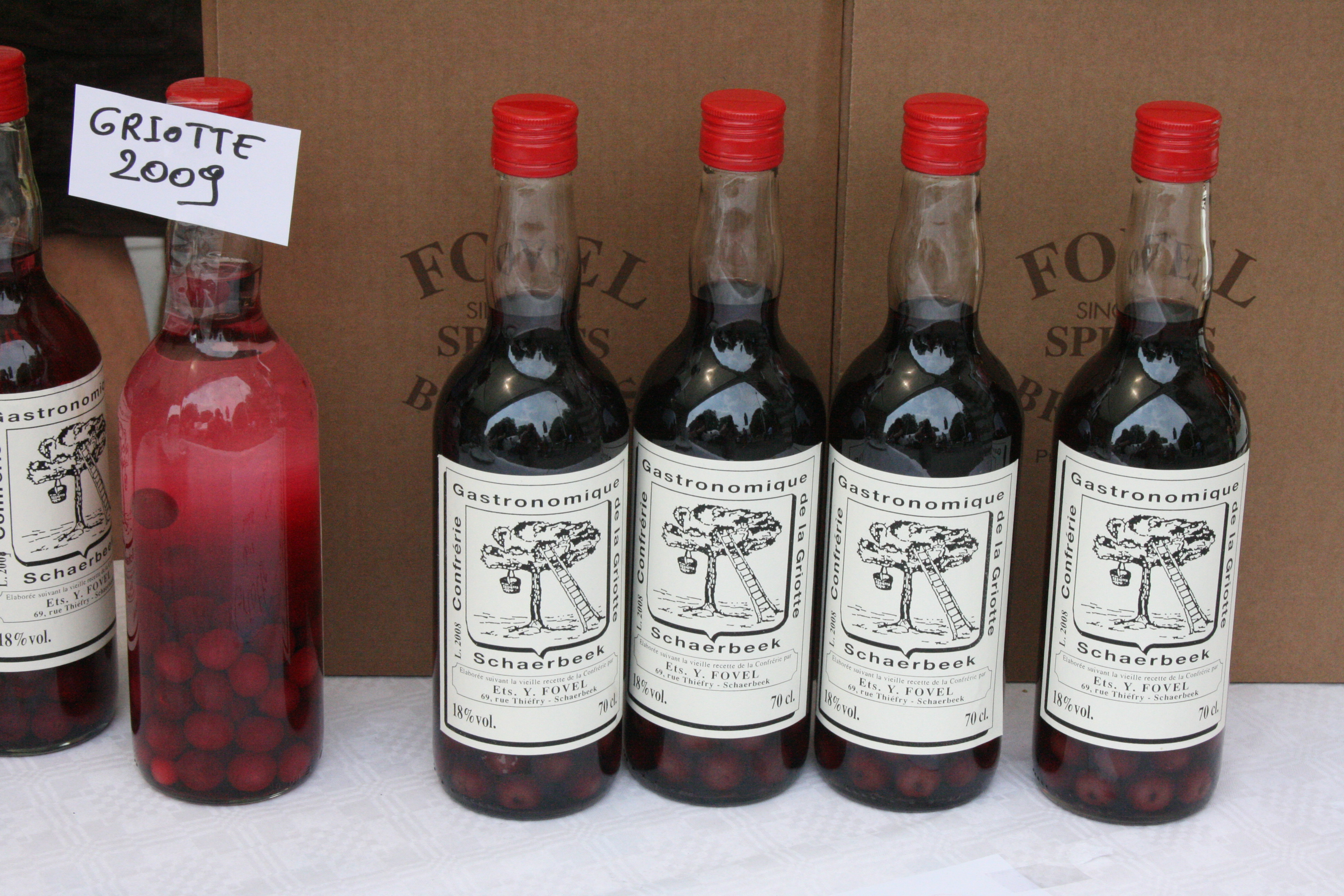
Genièvre Griotte de Schaerbeek

La distillerie Fovel, fondée en 1864 par Joseph Fovel, est la seule encore en activité en région bruxelloise. Cette distillerie familiale produit divers genièvres et alcools : genièvre de Bruxelles Manneken-Pis (36 % vol), genièvre de Hasselt (36 % vol), genièvre Griotte de Schaerbeek (18 % vol), liqueur à l'orange Grand-Place (40 % vol), kirsch cerises (35 % vol), liqueur triple sec (35 % vol), fine Fovel (37 % vol), vodka Dimitri (37 % vol), gin Keylitt (38 % vol), whisky Gold Fighter (40 % vol), malt Wooton (35 % vol), rhum brun ou blanc (37 % vol), alcool extra fin (96 % vol) ...